# Companhia Nacional de Caminhos de Ferro
La Companhia Nacional de Caminhos de Ferro, igualmente conocida como Companhia Nacional, fue una empresa ferroviaria portuguesa, que construyó las Líneas del Tua y Dão, y gestionó las Líneas del Corgo y Sabor, en Portugal.

## Características
En febrero de 1902, el presidente de la asamblea general de la Compañía era José Mesquita da Rosa, y la sede se situaba en Lisboa.
El informativo referente al año 1901 presentó un balance positivo, con el valor de billetes muy semejante al de 1900, pero con un ligero aumento en los gastos.

## Historia

### Formación

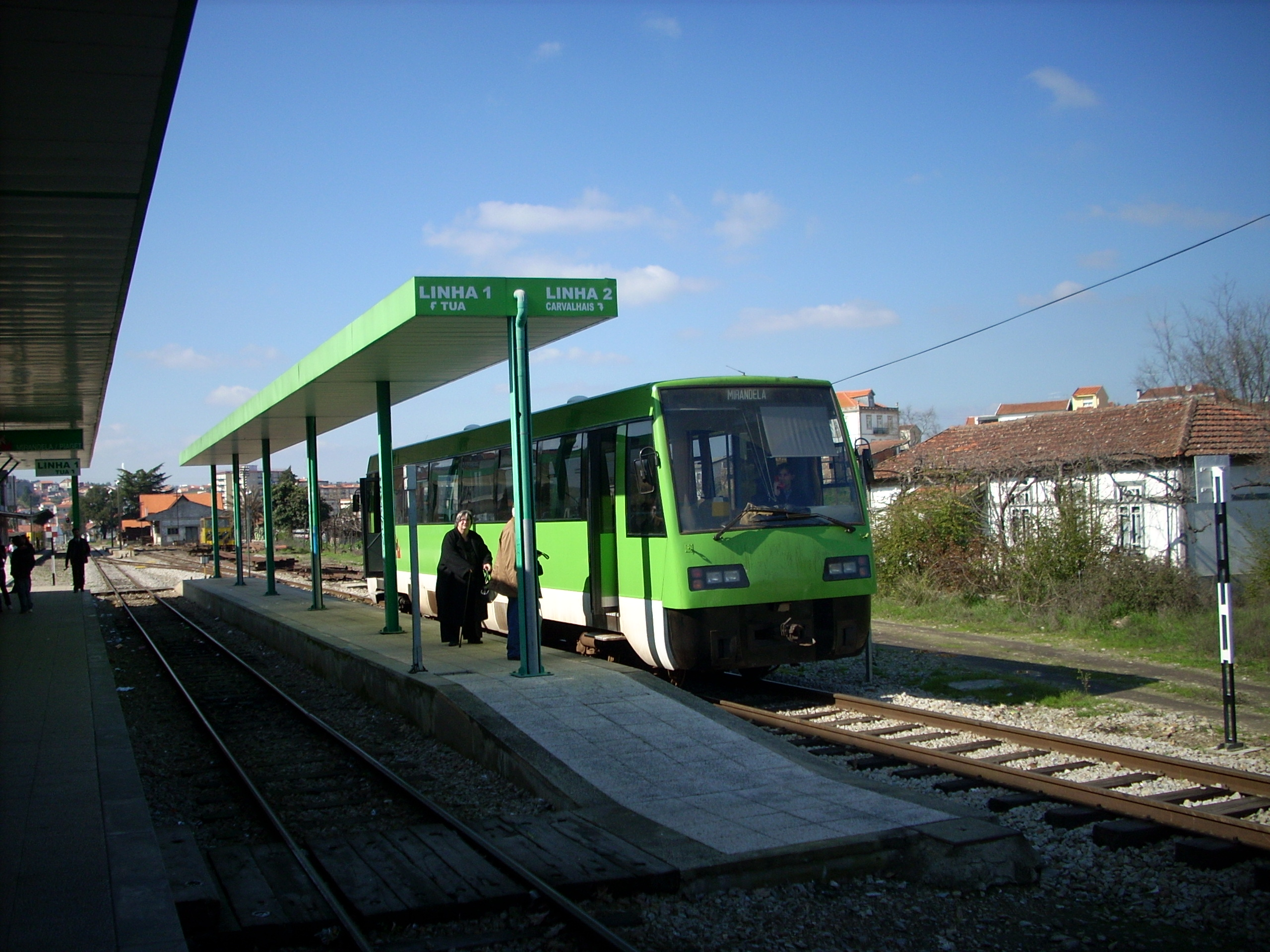
Estación Ferroviaria de Mirandela, en la Línea de Tua.

El segundo concurso para la construcción y explotación del tramo entre la estación de Túa y Mirandela se inició el 22 de noviembre de 1883; la única propuesta, presentada por el Conde da Vera, fue aprobada el 14 de diciembre de 1884. El traspaso de este proyecto a la Compañía Nacional fue autorizado en un albarán del 1 de octubre de 1885, que también publicó los estatutos de esta empresa; el mismo albarán autorizó, igualmente, el traspaso de la construcción y administración de la Línea del Dão a la compañía.

### Construcción de las líneas del Tua y del Dão y concesión de las Líneas del Sabor y Corgo
La línea hasta Mirandela fue abierta a la explotación el 29 de septiembre de 1887. Cuando el concurso para la construcción del tramo entre esta localidad y Braganza fue abierto, la Compañía procuró obtener, sin éxito, apoyo financiero para esta empresa, motivo por el cual no se presentó al concurso; no obstante, en 1903, obtuvo la concesión para este proyecto, por parte del empresario Juan Lopes da Cruz, produciéndose la inauguración de la línea hasta Braganza el 31 de diciembre de 1906. La Línea del Dão fue inaugurada el 25 de noviembre de 1890. La Compañía requirió, a finales de 1901, al Ministerio de Obras Públicas, Comercio e Industria, el pago de la garantía de pago, relativa al exceso de extensión de esta línea, en relación con el previsto.
En 1927, la administración de los Caminhos de Ferro do Estado fue integrada en la Companhia dos Caminhos de Ferro Portugueses; no obstante, debido a la falta de capacidad que esta empresa tenía para administrar las líneas de vía métrica que pasaron a su posesión, firmó, el 11 de marzo de 1927, un contrato con la Compañía Nacional, para el alquiler de las Líneas del Corgo y Sabor. Este proceso fue confirmado por un nuevo contrato, firmado el 27 de enero del año siguiente.

### Extinción
En 1945, fue publicada la Ley 2008, que se destinaba a mejorar la coordinación de transportes terrestres, a través, entre otras acciones, de la transferencia de todas las concesiones ferroviarias a la Companhia dos Caminhos de Ferro Portugueses; la escritura de transferencia de la Compañía Nacional fue realizada el 1946, y entró en vigor el 1 de enero de 1947.